# Амонатбанк

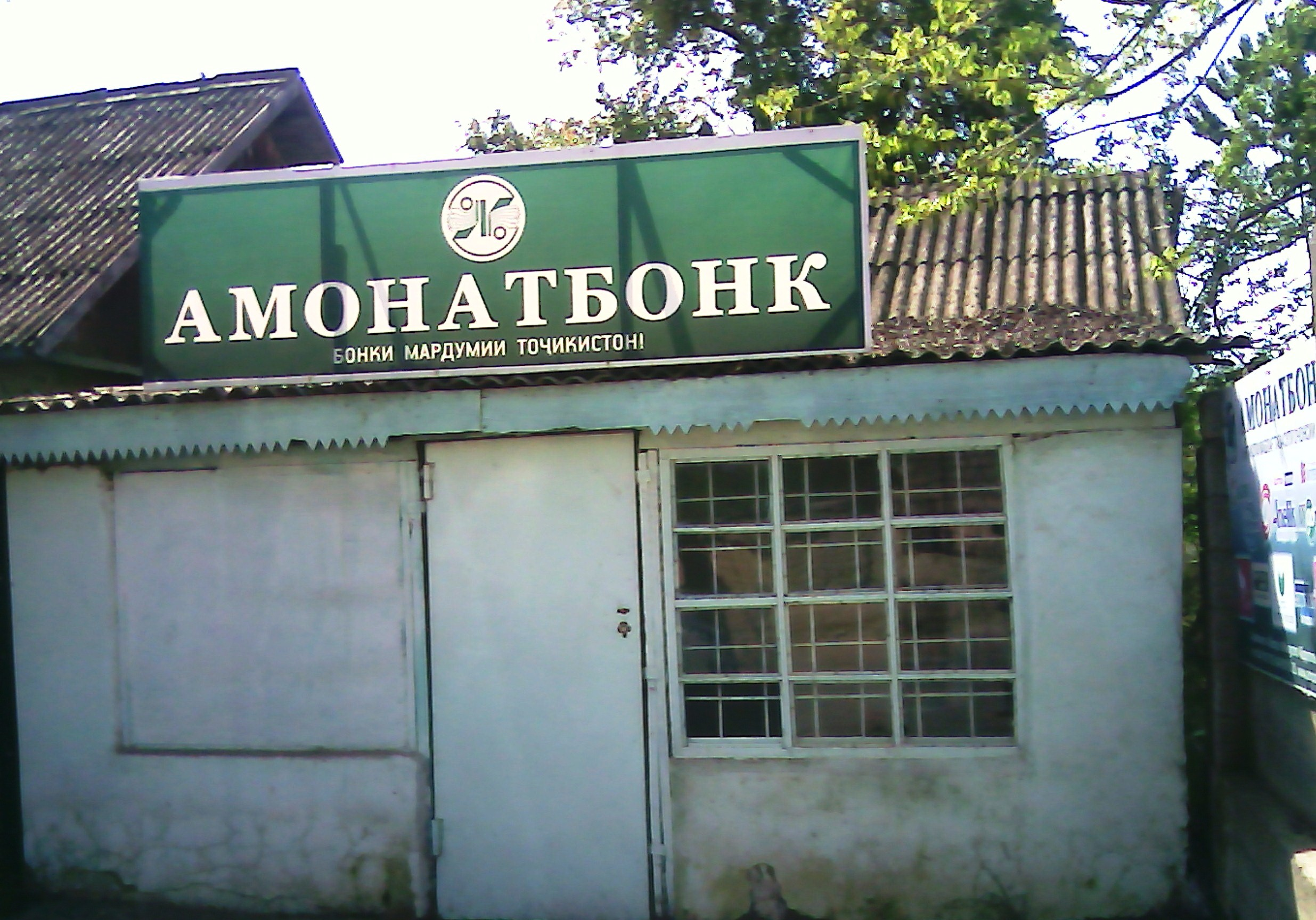
Филиал Амонатбанка в одном из сёл Гиссарского ущелья

«Амо́натбанк» (тадж. Амонатбонк; полное наименование: ГУП «Сберегательный банк Республики Таджикистан „Амонатбанк“») — государственный сберегательный банк Таджикистана, специализированный банк по обслуживанию населения. Учредителем является Министерство финансов Республики Таджикистан.

## Оказание услуг
Наряду с традиционной банковской деятельностью, Амонатбанк оказывает услуги пенсионерам, привлекая свободные средства населения во вклады, прием коммунальных платежей от населения, выплату компенсаций, предоставление льготных кредитов малообеспеченным семьям, обращение ценных бумаг, облигаций и другие услуги.
Амонатбанк имеет широкую сеть обслуживания: 5 региональных филиалов, 70 городских и районных филиалов, 506 агентств.
Амонатбанк сотрудничает с 12 системами мгновенных денежных переводов, а его филиалы имеют 122 пункта перевода с 1061 ключом доступа.

## Капитал
В 2009 году общий капитал Амонатбанка составил 112,2 миллинов сомони, а активы — 650,5 млн сомони, чистая прибыль — 6,2 млн сомони. Всего за этот период в филиалы Амонатбанка поступило 222,9 млн долларов США.
Привлечение отечественного и иностранного капитала и на этой основе поддержка крупных и малых стратегических проектов в Таджикистане и сокращение бедности является приоритетным направлением финансовой деятельности Амонатбанка. В течение 2008—2010 годов Амонатбанк предоставил 80 миллионов сомони (из республиканского бюджета) 1043 хлопковым хозяйствам в Согдийской и Хатлонской областях для развития сельского хозяйства.
В 2009 году учреждения Амонатбанка предоставили кредиты 11 556 клиентам на общую сумму 208,6 млн сомони и обслужили более 535 тысяч пенсионеров.

## История

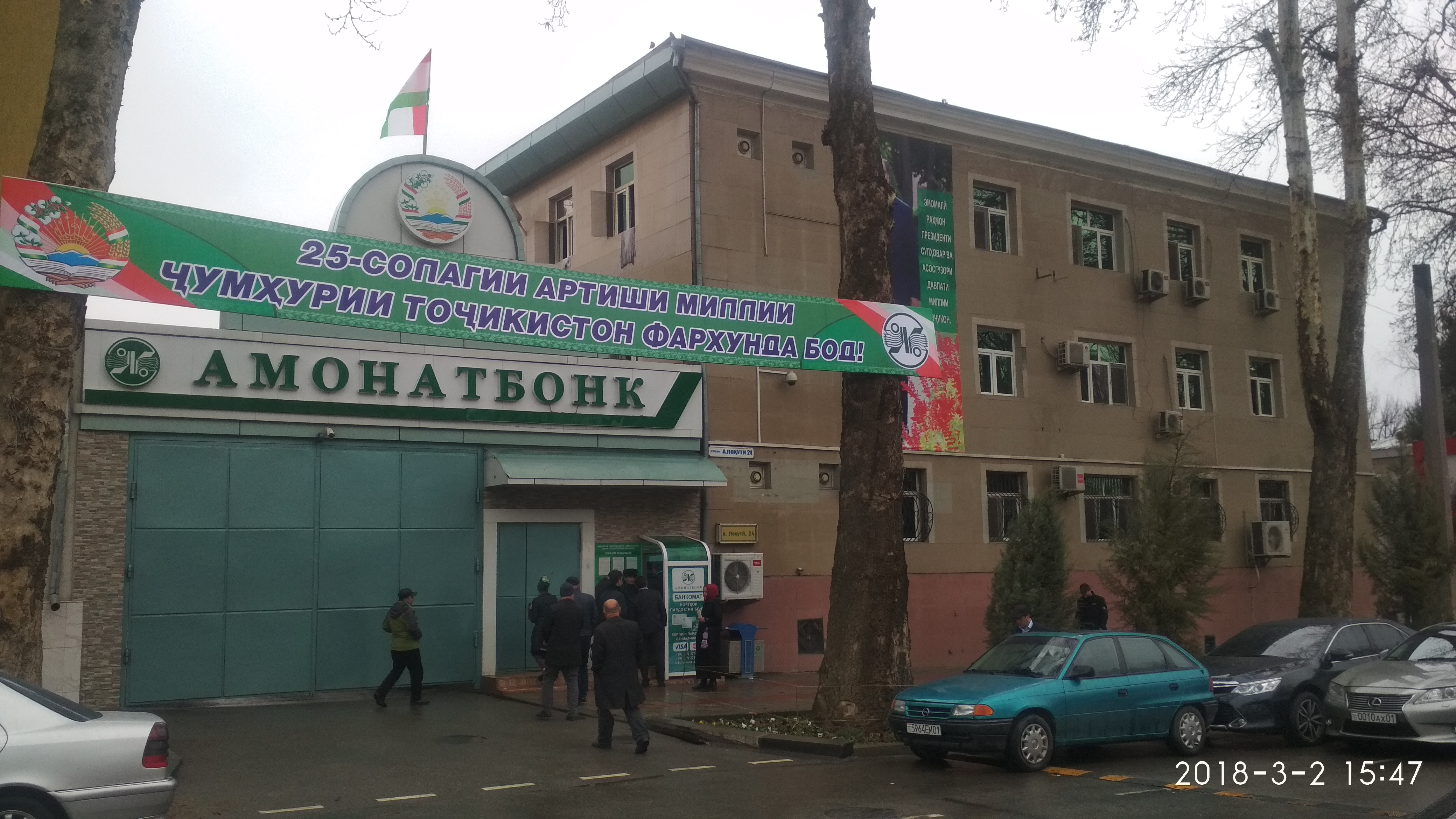
Бывший головной офис Амонатбанка в Душанбе.

12 ноября (30 октября 1841 года), Указом Российского Императора Николая I была открыта первая в царской России Сберегательная касса.
Во второй половине XIX века Россия завоевала Среднюю Азию, а эмираты и королевства Средней Азии перешли под власть царской России.
По другим направлениям российское правительство открывает офисы и филиалы финансовых институтов в Центральной Азии, которые, наряду с другими банками, также имеют сберегательные фонды.
В марте 1885 года в Ходжентском уезде была открыта первая сберегательная касса. Это история зарождения сбережений на территории современного Таджикистана.
Фонд, согласно историческим документам, имел всего 208 клиентов: 7 городских и 201 сельский житель и в общей сложности 6500 российских рублей и выдавал кредиты клиентам в пределах от 25 до 50 рублей. В 90-х годах XIX века такие клады находились в селениях Уро-Теппа, Унджанд, Калина, Исфанай, Нов, Гончи и других. начал работать. После Октябрьской революции Декрет Советского государства «О национализации банков» (27 октября 1917 г.) стал первым документом, согласно которому сберегательные кассы начали действовать и устанавливать новую политику. 1 декабря 1925 г. при Финансовом комиссариате РАСС Тадж. Создан Государственный сберегательный фонд, и это дата создания Амонатбанка. В 1987 году Государственный фонд сбережений труда был преобразован в Государственный сберегательный банк СССР (Сбербанк СССР) и на этой основе Государственный сберегательный фонд Таджикской ССР был преобразован в Государственный сберегательный банк Таджикской ССР. В 1990 году после распада СССР этот банк вместе с другими банками перешел в собственность Республики Таджикистан.
В январе 1992 года учреждение было переименовано в Сберегательный банк Республики Таджикистан; 26 ноября 1998 года ему был присвоен статус государственного, и теперь его официальное название: Государственный сберегательный банк «Амонатбанк».

## Фискальная и экономическая политика
Амонатбанк является одним из самых мощных банков Республики Таджикистан и вносит весомый вклад в экономическую, финансовую и социальную политику страны.
Предоставляет льготные кредиты малому и среднему бизнесу, занимающемуся производственной деятельностью, и содействует операциям по торговому финансированию, предотвращая последствия мирового финансово-экономического кризиса.

## Международное сотрудничество
Сотрудничает с ведущими мировыми финансовыми институтами:
- Государственный банк развития Китая
- Исламский банк развития
- Европейский банк развития

Амонатбанк является членом всемирного союза межбанковских финансовых коммуникаций и он подключён к сети SWIFT; является членом Всемирного института сберегательных касс и членом межбанковской ассоциации «Шанхайской» организации сотрудничества.
Амонатбанк удостоен международной премии «ЗОЛОТОЙ ЯГЬЯР» по результатам реализации программы «Лидеры XXI века» более чем в 20 странах Евразийского региона.
Комитет Европейской торговой ассамблеи также оценил выско деятельность Амонатбанка и наградил его международной наградой «Европейское качество».